# Северов, Анатолий Александрович
Анатолий Александрович Северов — советский хозяйственный, государственный и политический деятель.

## Биография
Родился в 1919 году в Воронеже. Член КПСС.
Участник Великой Отечественной войны. С 1945 года — на хозяйственной, общественной и политической работе. В 1945—1991 гг. — младший научный сотрудник отдела материаловедения, заместитель начальника отдела НИИ-88, руководитель комплекса/отделения материаловедения № 8 Центрального Конструкторского бюро экспериментального машиностроения. 
Лауреат Государственной премии СССР (1989).
Умер в Москве в 1995 году.